# Крекінг-установки в Ульсані
Крекінг-установки в Ульсані — складові частини нафтопереробного та нафтохімічного майданчика на східному узбережжі Південної Кореї, який належить корпорації SK.
У 1973-му в Ульсані стала до ладу перша в історії нафтохімічної промисловості Південної Кореї установка парового крекінгу (піролізу) потужністю по етилену 100 тисяч тонн на рік. У 1989-му її доповнили другою установкою з показником у 400 тисяч тонн. Згодом ці об'єкти пройшли модернізацію та станом на кінець 2000-х мали потужність 190 та 690 тисяч тонн відповідно. Як сировину вони споживають газовий бензин, що дозволяє також продукувати інші ненасичені вуглеводні — пропілен (500 тисяч тонн) та будтадієн (130 тисяч тонн).
Управляюча піролізним виробництвом компанія SK Global та ще один учасник конгломерату SKC використовують олефіни для виробництва поліетилену низької щільності (180 тисяч тонн), поліетилену високої щільності (210 тисяч тонн), етиленпропілендієнового каучуку (EPDM, 35 тисяч тонн), мономеру стирену (770 тисяч тонн), поліпропілену (390 тисяч тонн) та оксиду пропілену (310 тисяч тонн). Крім того, спільне підприємство з саудійським інвестором Sabic SK Nexlene володіє введеним в дію у 2015 році заводом металоценового лінійного поліетилену низької щільності потужністю 230 тисяч тонн.
Можливо також відзначити, що на майданчику в Ульсані корпорація SK розвиває одразу кілька напрямів виробництва пропілену. Так, керуюча нафтопереробним напрямом компанія SK Energy має дві установки каталітичного крекінгу у псевдозрідженому шарі потужністю по зазначеному олефіну 150 та 350 тисяч тонн на рік. А в 2016-му компанія SK-Advanced (спільне підприємство з кувейтською Petrochemical Industries та саудійською Advanced Petrochemical) запустила установку дегідрогенізації пропану потужністю 600 тисяч тонн.